# Wilhelm Spaethe
Wilhelm Spaethe ist ein ehemaliges Unternehmen in Gera, Thüringen, das Klaviere und andere Musikinstrumente herstellte.

## Geschichte
Das Unternehmen wurde 1858 von Wilhelm Spaethe d. Ä. (Nachname auch Späthe geschrieben) gegründet. Am Anfang wurden Harmonikainstrumente hergestellt, später auch Pianoforte und Flügel. Mit zunehmenden internationalen Erfolg wurden auch Bandoneons produziert. Das Unternehmen wurde nach dem Tod des Gründers am 22. September 1878 zunächst von seinem Sohn Otto und später von seinem Enkel Paul weitergeführt. (Paul Späthe ließ 1910 die Villa Späthe in Gera erbauen.)
Wilhelm Ernst Spaethe und Otto Paul Spaethe wurden als Gesellschafter des Unternehmens zu k.u.k. Hof-Pianoforte- und Harmoniumfabrikanten ernannt.
Nach dem Zweiten Weltkrieg konzentrierte sich das Unternehmen ab ungefähr 1950 ganz auf das Restaurieren und die Reparatur von alten Möbeln. Seit 1992 hat Anne-Grit Kuhn die Geschäftsleitung.